# Al Hoceïma
Al Hoceïma (en berbère : ⵍⵃⵓⵙⵉⵎⴰ Lḥusima, en arabe : الحسيمة) est une ville située sur la côte nord du Maroc (mer Méditerranée), à 291 km de Tanger à l'ouest et à 205 km de Saïdia. La ville est la capitale culturelle du Rif.
La ville est située au centre de la région du Rif (Rif central), séparant le Rif occidental (Tanger, Tétouan, Chefchaouen, El jebha) du Rif oriental (Midar, Driouch, Nador, Berkane)
La ville est géographiquement et historiquement rattachée à la tribu amazighe des Ibkoyen, dont elle est le chef-lieu. Cette tribu est établie entre Al Hoceïma et le village de Badès dans le massif montagneux des Bokkoyas (nom arabe des Ibkoyen), là où se trouve le parc national d'Al Hoceïma.
En 2024, d'après le recensement, elle compte 50 225 habitants.
Quant à la province d'Al Hoceïma, qui comprend les villes et villages voisins, elle a plus de 300 000 habitants.
Depuis les élections 2021, le maire de Al Hoceima est Najib El Ouzanni.

## Étymologie
Le nom d'origine de la ville, Taghzout (Taɣzut), qualifie une terre fertile, une terre d'alluvions,, ou une parcelle de terre en berbère rifain. Elle fut aussi appelée Tijdit (qui qualifie en berbère une « terre sableuse »), avant de prendre l'appellation espagnole Villa Sanjurjo et Villa Alhucemas. La ville n'est pas loin du site archéologique de la ville médiévale d'Al Mazamma. Les déformations successives d'Al Mazamma durant le Moyen Âge en espagnol ou français en Buzema, Albouzèmes et Alhucemas ont fini par donner le nom définitif à l'îlot d'Alhucemas occupé par l'Espagne. Après l'indépendance, le nom « Al Hoceïma » fut adopté par l'état marocain, comme arabisation d’« Alhucemas ». Les rifains surnomment la ville « Biya » dérivé de Villa Al hucemas puis Villa Sanjurjo.

## Climat
Son climat est de type méditerranéen: étés secs et modérément chauds, hivers pluvieux, neigeux et frais.
- Températures moyennes d'été : min. 17 °C, max. 35 °C
- Températures moyennes d'hiver : min. 5 °C, max. 15 °C

## Géographie

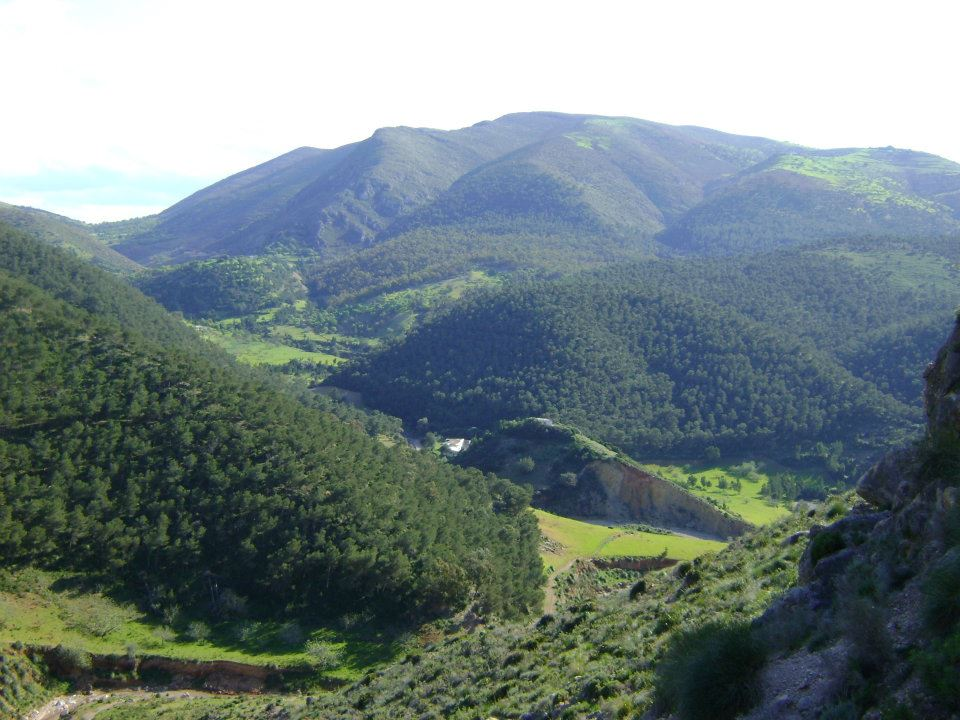
Parc national d'Al Hoceïma.

La ville d’Al Hoceïma est géographiquement située au centre nord du Maroc sur le littoral méditerranéen, avec une superficie de 3 550 km2 caractérisée en majorité par une pente allant de 10 % à 40 % et 12 000 ha de plaines. Elle est limitée à l’ouest par Chefchaouen et Taounate, à l’est par Nador, au sud par Taza et par 120 km de côtes méditerranéennes au nord.
Al Hoceïma est située dans le Rif, chaîne montagneuse du Maroc méditerranéen.
Le parc national d'Al Hoceïma, d'une superficie de 47 000 ha, englobe une partie terrestre les villages de la tribu des Ibkoyen et une partie située en mer, il englobe les sites côtiers les mieux préservés de la côte nord marocaine, de hautes falaises et l'arrière-pays montagneux du Rif. L'eau de la mer d'Al Hoceïma se distingue par une limpidité favorisant une richesse marine de biodiversité. On y trouve de nombreux groupes marins tels les cnidaires, les annélides, les mollusques, les crustacés, les échinodermes, les poissons, les reptiles, les oiseaux et les mammifères marins. La présence simultanée dans le parc de trois espèces de dauphins, dauphin commun, dauphin bleu et blanc et grand dauphin, constitue un fait remarquable en Méditerranée. Il offre également abri à des espèces très rares telles que le goéland d'Audouin et le phoque moine, espèce en voie de quasi-extinction[évasif] en mer Méditerranée. Le parc présente un intérêt ornithologique particulier : soixante-neuf espèces d'oiseaux y sont dénombrées, dont spécifiquement une des plus grandes concentrations mondiales de balbuzards pêcheurs.
La mer d'Al Hoceïma compte également de nombreuses îles, comme les minuscules îles de Sabadilla et de Cala Iris et surtout de très nombreux petits îlots rocheux. L'île Peñón de Alhucemas (plage Sféha) a la particularité d'être sous souveraineté espagnole et la presqu'ile de Badés (Peñón de Vélez de la Gomera) (plage Badés) aussi sous souveraineté espagnole.
Elle est située à 126 km de Nador, 127 km de Melilla, 228 km de Taourirt, 291 km de Tanger et à 268 km de Ceuta à lˋOuest, à 272 km de Fés au sud et à 205 km de Saïdia et de la frontière algérienne.

## Politique et administration
Depuis les élections de septembre 2021, le maire de la ville est monsieur Najib Ouzanni.

### Statut
Al Hoceïma est devenu province d’après le Dahir du 13 janvier 1956 complété par celui de 6 décembre 1959. Elle est organisée en un Pachalik à la ville d’Al Hoceïma avec trois arrondissements et une municipalité, et en trois cercles :
- cercle de Aït Ouaryaghel composé de cinq caïdats, treize communes rurales et deux municipalités ;
- cercle de Targuist avec quatre caïdats, quatorze communes rurales et une municipalité ;
- cercle de Bni Boufrah constitué de deux caïdats, quatre communes rurales.

Al Hoceïma formait avec les provinces de Taza et de Taounate la quinzième région du royaume entre la loi 47-96 du 2 avril 1997, qui avait mis un terme au découpage du royaume en sept régions économiques pour le remplacer par un nouveau découpage de seize régions, et la loi de 2015.

## Population
En 2014, d'après le recensement, la commune d'Al Hoceïma compte 56 716 habitants.
Avec sa province, elle compte plus de 300 000 habitants. La population de cette province a la particularité de tripler en période estivale, avec le retour des ressortissants vivant en Europe et le tourisme balnéaire[réf. souhaitée].
Les habitants d'Al Hoceïma sont les Hoceimi, terme peu utilisé au Maroc. Les habitants sont souvent identifiés par le terme Ryafa en arabe, terme qui regroupe les habitants de la région du Rif.

## Langue et culture
La langue parlée à Al Hoceïma est le rifain, de la famille des langues berbères, la langue vernaculaire est majoritairement le rifain (tarifit). Les langues enseignées à l'école sont le Berbere (Rifain) et l'arabe littéraire. Al Hoceïma ayant été colonie espagnole, comme la majorité du nord marocain, la langue espagnole y est très parlée. Les historiens linguistes rattachent le rifain à la catégorie des langues berbères amazighes de type Zénète (Z'natiy). Comme les dialectes tamazigh et tachelhit parlés dans d'autres régions du Maroc ou le kabyle en Algérie, le rifain resté longtemps de tradition et transmission orale renaît aujourd'hui sous sa forme écrite grâce à l'alphabet amazighe, le tifinaghe.

## Histoire

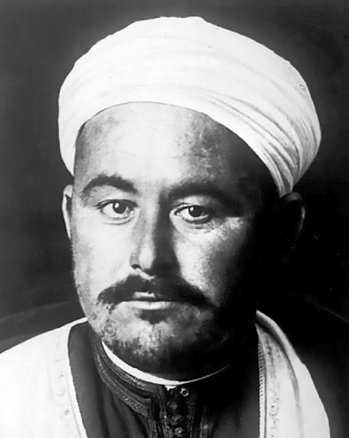
Abdelkrim El Khattabi.

La ville d'Al Hoceïma dans ses contours actuels a été créée en 1920 par l'Espagne.
Al Hoceïma est principalement connue pour son histoire de ville rebelle contre le pouvoir colonisateur espagnol. Abdelkrim El Khattabi (né à Ajdir et issu de la tribu Beni Ouriaghel) est président d'une des premières formes démocratiques de pouvoir en Afrique, la république du Rif. La guerre du Rif, qui voit un débarquement espagnol en 1925 dans la baie, est un épisode symbolique fort dans l'histoire du Maroc et de l'Afrique. Elle est la première guerre anti-coloniale du XXe siècle et précède les conflits liés à la décolonisation en Afrique et dans le reste du monde.
Le port est ouvert officiellement au commerce en 1931.
Al Hoceïma est aussi connue pour son histoire douloureuse et ses liens difficiles avec le pouvoir central marocain, avec notamment l'insurrection du Rif de 1958, et le sentiment d'une ville un peu livrée à elle-même après le départ des colonisateurs espagnols jusqu'à la fin du règne de Hassan II.
Dans la nuit du 24 février 2004, un tremblement de terre d'une magnitude de 6,3 degrés sur l'échelle ouverte de Richter ravage une partie de la ville ainsi que des localités avoisinantes comme Imzouren. Le bilan définitif de ce séisme est de 629 morts, 926 blessés et 15 230 sans-abris, selon un communiqué du 4 mars 2004 du ministre de la communication Nabil Benabdallah. Un vaste programme de relogement et d'infrastructures est lancé par la suite.
La ville a également connu une série de secousses au début de l'année 2016. Un séisme de 4,9 sur l'échelle de Richter a été enregistré le 21 janvier à 13 h 47, faisant 15 blessés.
En octobre 2016, un vendeur de poisson de la ville, nommé Mouhcine Fikri, meurt broyé par le mécanisme d'une benne à ordures. Alors qu'il transportait du poisson pêché illégalement, il est arrêté par la police et son poisson est jeté dans la benne. En voulant s'opposer à la destruction de son gagne-pain, il se jette dans le camion poubelle quand les policiers ont donné l'ordre au chauffeur de broyer la benne, il mourra quelques instants plus tard. Cet événement provoque un mouvement de contestation qui se diffuse rapidement au reste du pays ainsi que dans le monde, et qui se prolonge plusieurs mois dans la région d'Al-hoceïma, où il prend le nom de Hirak. Plusieurs manifestations sont organisées dans différents pays (Espagne et Belgique principalement). La répression gouvernementale vise les médias qui couvrent l'événement, et passe par des interdictions de manifester et des ralentissements, voire coupures d'Internet mais aussi par la détention des manifestants. Les peines vont de 5 à 20 ans.

## Économie
Orientée vers la pêche et le tourisme, Al Hoceïma est une des plus grandes stations balnéaires du Maroc et d'Afrique du Nord.
La venue massive pendant l'été des ressortissants (M.R.E)[Quoi ?] et touristes intérieurs est favorisée par la multitude des plages dans la région : complexe hôtelier Quemado, Tala Youssef, complexe Chafarinas, Cala Iris (parc national d'Al Hoceïma), Souani, Sféha (complexe hôtelier et site archéologique Al mazamma, corniche et plage), Cala Bonita, Badés (parc national d'Al Hoceïma), Rmoud, Sabadilla (corniche et plages), Torrés (parc national d'hoceïma), Boussekour, Boumahdi, Isri, Matadéro (complexe), plage Tikkit (parc national d'Al Hoceïma) et plage de Taoussarte (parc national d'Al Hoceïma).
Al Hoceïma est la première ville au Maroc et en Afrique à avoir accueilli un village Club Méditerranée au début des années 1960, ouvert seulement en été, ouvrant la voie aux villages clubs d'Agadir ou Marrakech. Le village très fréquenté dans les 30 premières années va marquer le pas. Malgré des améliorations et modernisations des installations, le Club Med d'Al Hoceïma déficitaire sera fermé en 2003 après la saison pour cause de fréquentation insuffisante et de standing insuffisant.
Al Hoceïma est stimulée économiquement aux niveaux touristique et infrastructures depuis des années grâce aux centaines de milliers de ressortissants originaires d'Al Hoceima et de sa province qui viennent chaque année en masse en période estivale, ressortissants installés en France, en Allemagne, en Espagne et surtout en Belgique et aux Pays-Bas où ils constituent l'essentiel de la population d'origine marocaine.
Al Hoceïma est connue pour ses belles plages et ses maisons luxueuses.

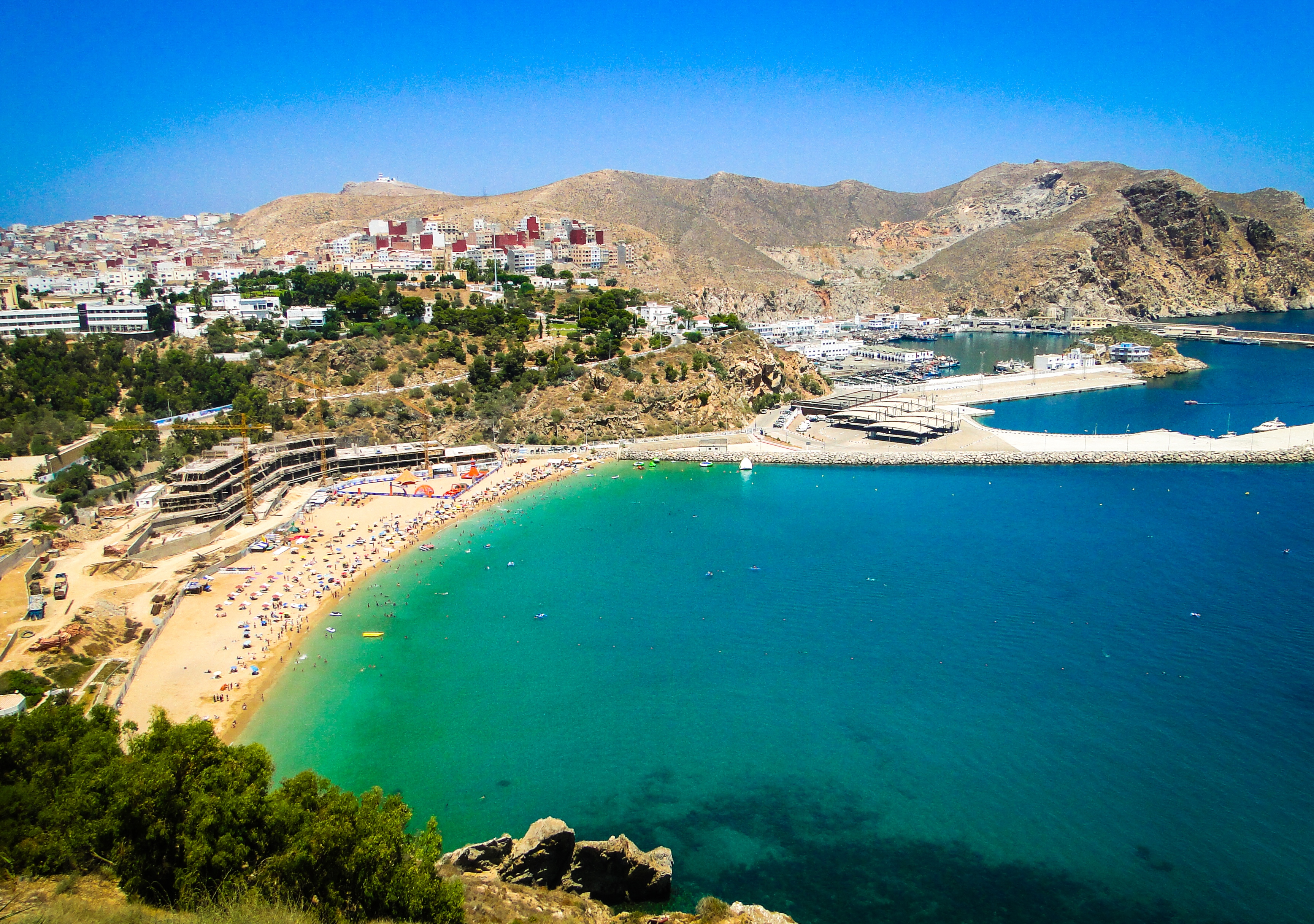
Plage Quemado, vue prise à partir de la corniche "Moroviejo" -by D.M

## Infrastructures et transports
Les grands chantiers de la route nationale 16 ont permis depuis 2007, un désenclavement routier de la ville d'Al Hoceïma, longtemps marquée par une accessibilité restée difficile par la route et dangereuse depuis des décennies. L'aboutissement de cette rocade Méditerranée le long des côtes maritimes était attendu depuis plus de dix ans par les populations locales et ressortissantes.
Troisième port du Maroc pour le traitement du trafic passagers, le port d'Al Hoceïma dispose d'une gare maritime à infrastructures modernes, inaugurée par le roi Mohammed VI en 2007 et qui reste souvent fermé durant l'année par manque de volonté politique, le port n'est que très peu desservi, durant les périodes des vacances d'été (très peu de ferries présents par peur de voir le nouveau port de Tanger et de Nador diminuer en capacité). Cependant, depuis 2012, la compagnie maritime originaire des Îles Canaries, Naviera Armas permet des rotations avec Motril en Espagne à bord de ferries de nouvelle génération tels que les Volcán de Tamasite, Volcán de Timanfaya et le Catamaran à grande vitesse, Volcán de Teno. Ceci est en complète rupture par rapport aux années précédentes, car Al Hoceïma n'accueillait que très peu de ferries depuis 2003 et le peu de navires qui assuraient une liaison avec l'Espagne étaient pour la grande majorité vétustes. De plus, aujourd'hui, les rotations ne se font pas uniquement durant la période estivale, mais toute l'année.
 (avril 2018).
Al Hoceïma possède un aéroport international, l'aéroport Al Hoceima - Cherif Al Idrissi, (code IATA: AHU). Celui-ci ne dessert que très peu de lignes régulières avec l'Europe. Les liaisons directes les plus fréquentées sont celles avec Bruxelles Zaventem et Amsterdam Schiphol, compte tenu des nombreux ressortissants rifains vivant en Belgique et aux Pays-Bas et l'aéroport Charleroi Bruxelles-Sud.

## Éducation

### Complexe universitaire pluridisciplinaire d’Al Hoceima
Le complexe universitaire pluridisciplinaire d’Al Hoceima est un projet d’infrastructure d’enseignement supérieur situé dans la commune d’Aït Kamra, dans la province d’Al Hoceima, au Maroc. Il vise à doter la région d’un établissement universitaire complet, capable d’accueillir plusieurs milliers d’étudiants et de proposer des formations diversifiées.

#### Contexte
Avant ce projet, la province d’Al Hoceima ne disposait pas d’université pluridisciplinaire. Les étudiants souhaitant poursuivre des études supérieures devaient se rendre dans d’autres villes universitaires, telles que Tétouan, Oujda, Fès ou Rabat. Le complexe s’inscrit dans le programme « Al Hoceima, Manarat Al Moutawassit », lancé en 2015, qui vise à renforcer les infrastructures éducatives, culturelles et sportives de la région.

#### Historique
La convention de partenariat pour la réalisation du projet a été signée en octobre 2019. Les travaux ont débuté le 1er février 2022, sous la supervision de l’Agence nationale des équipements publics. Le site choisi se trouve à environ 15 kilomètres de la ville d’Al Hoceima, sur un terrain de 56 hectares.

#### Description
Le complexe comprend :
- une faculté pluridisciplinaire (4 amphithéâtres de 250 places, salles de cours, laboratoires) ;
- une école nationale de commerce et de gestion (ENCG) (2 amphithéâtres de 250 places, salles spécialisées) ;
- un pôle commun (bibliothèque, centre de formation continue, parking) ;
- une cité universitaire et un restaurant universitaire ;
- des installations sportives.

La capacité d’accueil est estimée à environ 5 000 étudiants. Le budget total du projet est d’environ 400 millions de dirhams, dont 100 millions dédiés à la cité universitaire et au restaurant.[réf. nécessaire]

#### Avancement
En avril 2025, les ouvrages de base étaient achevés à 100 %, l’intérieur à 98 %, l’aménagement extérieur à 85 %, et les installations électriques à environ 70-80 %. L’infrastructure a été conçue selon les normes parasismiques, en raison de la sismicité de la région.

#### Objectifs
Le projet a pour but de :
- faciliter l’accès à l’enseignement supérieur dans la province d’Al Hoceima ;
- réduire l’exode étudiant vers d’autres régions ;
- faire d’Al Hoceima un pôle universitaire régional[13].

## Sport

Logo de Chabab Rif Al Hoceima

### Club de basketball
Le Chabab Rif Al Hoceima est un club de basket-ball marocain, fondé en 1980, basé à Al Hoceïma.

### Club de football
Chabab Rif Al Hoceima, est une équipe de football qui depuis la saison 2024-2025, évolue en 1re Division Amateur, soit la quatrième division du football marocain. Après avoir connu une période en Botola Pro entre 2010 et 2019, le club a été relégué progressivement en divisions inférieures, passant par la Botola 2 puis la Division Nationale avant d'atteindre la 1re Division Amateur. Le club dispute ses matchs au Stade Mimoun Al Arsi, qui a une capacité d'environ 12 000 places.

### Stade de football

#### Stade Mimoun Al Arsi
Le stade Mimoun Al Arsi, situé en plein centre-ville d’Al Hoceima, a longtemps été la principale enceinte sportive de la région. Avec une capacité plus modeste, il reste un lieu historique et symbolique pour les habitants et les supporters locaux. C’est dans ce stade que le club phare de la région, le Chabab Rif Al Hoceima (CRA), a évolué pendant de nombreuses années.
Ce stade, bien qu’ancien, a accueilli de nombreux matchs importants et constitue un véritable foyer d’attachement pour la communauté locale, incarnant l’histoire sportive du Rif. Cependant, ses infrastructures vieillissantes ne répondaient plus pleinement aux exigences modernes du football professionnel.

#### Al Hoceima Grand Stadium (Aït Kamra)
Inauguré en novembre 2024, le nouveau stade d’Aït Kamra est situé à environ 18 kilomètres du centre-ville, dans la commune rurale d’Aït Kamra. Il s’agit d’une infrastructure publique construite dans le cadre du programme « Al Hoceima – Manarat Al Moutawassit », destinée à offrir à la région un équipement sportif moderne capable d’accueillir des compétitions nationales et internationales.
Avec une capacité d’environ 11 000 places, ce stade est doté d’une pelouse naturelle, d’installations aux normes internationales, d’espaces dédiés aux médias et aux joueurs, ainsi que d’un grand parking. Son architecture contemporaine mêle fonctionnalité et identité locale, avec des couleurs en harmonie avec la ville d’Al Hoceima.
Le Chabab Rif Al Hoceima utilise désormais ce stade comme terrain principal pour ses matchs officiels. Ce changement marque une étape importante pour le club, lui permettant de bénéficier d’infrastructures plus adaptées à ses ambitions.
Toutefois, ce déplacement suscite des critiques quant à l’éloignement géographique du stade par rapport au centre-ville, ce qui peut compliquer l’accès pour certains supporters, notamment ceux sans moyen de transport personnel. Ce choix d’implantation en périphérie pose la question de la connexion entre le club, ses fans, et la vie urbaine d’Al Hoceima.
Malgré ces réserves, le nouveau stade constitue un atout considérable pour le développement sportif régional, avec la perspective d’accueillir des événements de plus grande envergure à l’avenir.

## Patrimoine et sites historiques
La ville d’Al Hoceima, située sur la côte méditerranéenne du Maroc, possède un riche patrimoine culturel et archéologique, illustrant son histoire et sa diversité culturelle.

### Kalaa Al Hamra
Kalaa Al Hamra, littéralement « la forteresse rouge », est un site emblématique d’Al Hoceima. Cette ancienne fortification, construite en pierre rouge caractéristique de la région, servait à la fois de point de défense et d’observatoire stratégique face aux menaces extérieures. Elle témoigne de l’importance militaire et historique de la ville à travers les siècles. Le bâtiment, datant des années 1930, est situé dans la commune d’Arbiaa Taourirt et constitue une partie intégrante de la mémoire collective des habitants de la région. Il est actuellement en cours de restauration dans le cadre du programme « Al Hoceïma, Manarat Al Moutawassit ».

### Torres de Alcalâ
Les Torres de Alcalâ, également connues sous le nom de Tours de Senhaja, sont des tours défensives édifiées durant la période du Protectorat espagnol au Maroc (1912-1956). Ces structures témoignent de la présence coloniale espagnole à Al Hoceima et ont joué un rôle dans la surveillance et la sécurisation du littoral méditerranéen. Situées à environ 50 kilomètres à l’ouest d’Al Hoceima, à l’embouchure de l’oued de Béni Boufrah, ces tours offrent une vue imprenable sur la mer Méditerranée et sont devenues un lieu prisé des visiteurs.

### Tamdint Taqdimt 'n Remzemmeth
Tamdint Taqdimt 'n Remzemmeth, dont le nom signifie en berbère « l’ancienne ville des Remzemmeth », est un site archéologique majeur situé près d’Al Hoceima. Cette ancienne cité portuaire a été fondée au IIe siècle de l’Hégire (vers le VIIIe siècle de notre ère) par Saïd ben Idriss ben Mansour Nafzi, un descendant du calife Ali.
Remzemmeth servait alors de port principal pour l’exportation des produits agricoles et artisanaux de la vallée de Nekor. Elle faisait face à l’île de Nekor, occupée par une garnison espagnole depuis 1560, qui jouait un rôle stratégique dans la région.
La ville a prospéré jusqu’au Ve siècle de l’Hégire, avant d’être détruite par les Almoravides sous le commandement de Youssef Ibn Tachfin. Depuis cette période, Remzemmeth est restée en ruines, constituant un témoignage important de l’histoire préislamique et islamique du Rif.
Aujourd’hui, les vestiges du site offrent des perspectives d’étude archéologique précieuses sur les échanges commerciaux, culturels et militaires qui ont marqué la région méditerranéenne du Maroc.

### Al Mazamma
Al Mazamma est une ancienne cité portuaire fondée au IXe siècle par la dynastie des Banū Ṣāliḥ, située à proximité de la plage de Souani, à environ 10 km au sud d'Al Hoceima. Elle servait de port à l'émirat de Nekor, jouant un rôle stratégique dans les échanges commerciaux entre l'Afrique subsaharienne et l'Europe. Après la destruction de Nekor au XIe siècle, Al Mazamma est devenue une cité à part entière.
Malgré son importance historique, Al Mazamma peine à sortir de l'oubli. Le site souffre d'un manque d'entretien et d'infrastructures, limitant son potentiel touristique et culturel. Des efforts de réhabilitation ont été entrepris, mais des défis demeurent pour préserver et valoriser ce patrimoine séculaire.

### Kasbah Snada
La Kasbah Snada est une ancienne forteresse construite au cœur de la ville. Elle servait de résidence fortifiée et de centre administratif. Aujourd’hui, elle constitue un lieu patrimonial majeur qui attire l’attention sur l’architecture traditionnelle de la région rifaine. Construite sous le règne du Sultan Moulay Ismail (1672-1727), la Kasbah a été restaurée et embellie, devenant ainsi une destination touristique prisée.

### Édifices archéologiques de la ville historique de Bades
Située à proximité d’Al Hoceima, la ville historique de Bades regroupe plusieurs édifices archéologiques témoignant d’une ancienne civilisation méditerranéenne. Les fouilles ont révélé des ruines, des constructions et des objets qui permettent de mieux comprendre l’histoire ancienne et les échanges culturels dans cette partie du Maroc. Le site archéologique de Badis, construit au début du XIIe siècle par la tribu Zenata relevant de l’émirat de Nekkour, est considéré comme un monument historique aux atouts touristiques prometteurs.

## Institutions et espaces culturels

### Grand Théâtre d’Al Hoceima
Le Grand Théâtre d’Al Hoceima est un projet emblématique du programme « Al Hoceima – Manarat Al Moutawassit », lancé par SM le Roi Mohammed VI en 2015. Situé sur une superficie d’environ 7 000 m2 dans le centre-ville, à proximité du stade municipal, il a mobilisé un budget de 62 à 75 millions de dirhams.
Le complexe comprend :
- une grande salle de spectacle de 500 places ;
- un conservatoire de musique et de danse, doté de plusieurs salles de cours, d’un studio d’enregistrement, d’une salle de chorégraphie, et une bibliothèque musicale ;
- des espaces de répétition, ateliers artistiques et locaux administratifs.

L’architecture associe modernité et éléments traditionnels (double peau perforée aux motifs arabo‑musulmans, façade en moucharabieh, hall de 11 m de hauteur) pour offrir une acoustique naturelle et stimuler un jeu visuel ombre/lumière.
Ce théâtre est conçu comme un véritable pôle culturel urbain, favorisant l’expression et la formation des jeunes artistes rifains, et accueillant spectacles, concerts, festivals et événements culturels.

### Espace de la mémoire et de la résistance
L’Espace de la mémoire de la résistance et de la libération d’Al Hoceima, inauguré le 22 juillet 2019, joue un rôle éducatif à travers une exposition d’objets historiques et ethnographiques, une bibliothèque, des salles multimédias et des activités culturelles destinées aux écoles et aux chercheurs. Cet établissement a également une dimension muséale et mémorielle forte dans la province.

## Jumelages

### Villes
- Almuñécar (Espagne)
- Yeumbeul (Sénégal) depuis le 20 décembre 2009
- Schaerbeek (Belgique) en 2004 à la suite du tremblement de terre

### Districts
- Commune III du district de Bamako (Mali) depuis le 20 décembre 2009

## Personnalités

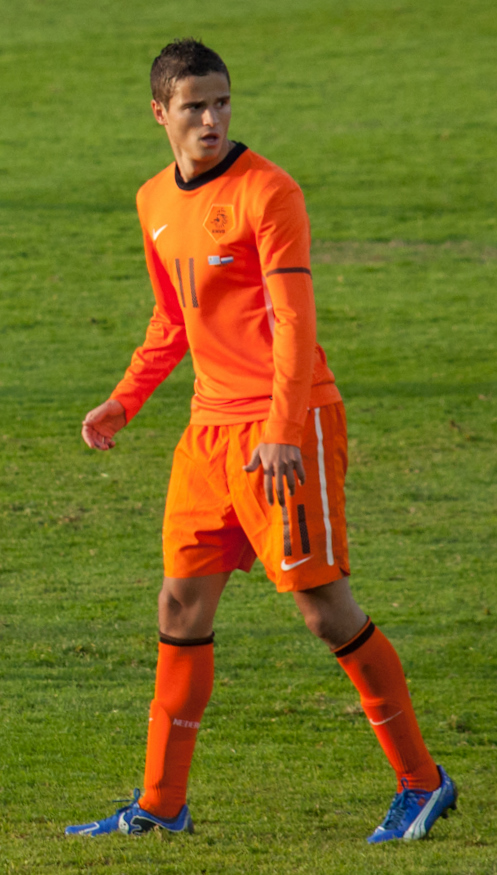
Ibrahim Afellay avec les Pays-Bas.

### Footballeurs
- Ibrahim Afellay, est un footballeur international néerlandais originaire d'Al Hoceïma, né Utrecht (Pays-Bas) ;
- Yassine Ayoub, footballeur néerlandais, y est né ;
- Munir El Haddadi, footballeur international espagnol originaire de Targuist (Al hoceima), ayant joué au FC Barcelone ;
- Omar El Kaddouri, footballeur international marocain originaire d'Al Hoceïma, né à Schaerbeek (Belgique) ;
- Oussama El Azzouzi, footballeur néerlando-marocain, originaire de la tribu Ibaqouyen, dont le chef-lieu est Al Hoceïma ;
- Anouar El Azzouzi, footballeur néerlando-marocain ;
- Zakaria El Azzouzi, footballeur néerlando-marocain.

#### Artistes
- François Corbier, chansonnier, auteur-compositeur-interprète et animateur de télévision français y a été animateur au Club Méditerranée entre 1967 et 1971.

##### Personnalités politiques
- Abdelhak Amghar, député marocain, y est né en 1965 ;
- Nasser Zefzafi, leader du mouvement populaire du Rif (2016-2017).

##### Personnalités religieuses
- Abou Chayma, exorciste et prédicateur en Europe du Nord-Ouest, y est né en 1952 ;
- Jamal Ben Saddik, kick-boxeur originaire de la ville de Bni Hadifa se trouvant dans la province.